# Heteronebo morenoi
Espèce
Synonymes
- Diplocentrus morenoi Armas, 1973
- Heteronebo bermudezi morenoi (Armas, 1973)

Heteronebo morenoi est une espèce de scorpions de la famille des Diplocentridae.

## Distribution
Cette espèce est endémique de la province de Cienfuegos à Cuba.

## Description
Le mâle décrit par Francke en 1978 mesure 28,90 mm et la femelle 31,35 mm.

## Systématique et taxinomie
Cette espèce a été décrite sous le protonyme Diplocentrus morenoi par Armas en 1973. Elle est placée dans le genre Heteronebo et dégradée au rang de sous-espèce de Heteronebo bermudezi par Francke en 1978. Elle est relevée au rang d'espèce par Teruel et Rodríguez-Cabrera en 2017.

## Étymologie
Cette espèce est nommée en l'honneur d'Abelardo Moreno Bonilla.

## Publication originale
- Armas, 1973 : Tipos de las colecciones escorpiologicas P. Franganillo y Universidad de la Habana (Arachnida: Scorpionida). Poeyana, no 101, p. 1-18.